# Oecophylla smaragdina
Oecophylla smaragdina (nombres comunes hormiga tejedora, hormiga verde) es una especie de hormiga arbórea de Asia tropical y Australia. Forma colonias con varios nidos en los árboles. Cada nido está hecho de hojas cosidas entre sí con seda producida por las larvas.

## Descripción
Las obreras (menores y mayores) son de color naranja. Las menores miden 5 a 6 mm de longitud. Cuidan las larvas y cosechan la melaza de bichos escamas. Las obreras mayores miden de 8 a 10 mm, con largas patas y fuertes mandíbulas. Forrajean y construyen los nidos. Las reinas suelen medir 20 a 25 mm de longitud y suelen ser de color verdoso castaño.

## Distribución y hábitat
Oecophylla smaragdina está ampliamente distribuida en Asia tropical y Australia, extendiéndose desde la India a Indonesia y las Filipinas y el norte de Queensland en Australia. es una especie arbórea que hace sus nidos en el follaje. Construyen sus nidos de noche. Las obreras mayores hacen la parte de afuera y las menores completan la estructura interior. Una colonia suele tener varios nidos en un árbol o a veces en varios árboles vecinos. Hay colonias que llegan a tener medio millón de individuos. En un caso se encontró una colonia con 151 nidos distribuidos en doce árboles. Cada colonia tiene una sola reina que permanece en uno de esos nidos; las larvas son transportadas a otros nidos de la colonia. La vida promedio de una colonia madura puede llegar a los ocho años.

## Ecología
Esta especie de hormigas es una parte importante de ecosistemas en el dosel arbóreo de regiones tropicales húmedas. Las obreras construyen los nidos con hojas que cosen y aseguran con seda producida por las larvas. La primera hilera de hormigas se forman en línea y se aferran del borde de una hoja cercana, acercando ambas hojas. Otras obreras, cada una llevando una larva en su boca, aplican el extremo del abdomen de la larva a cada hoja en turno. El fino hilo de seda producido por la larva sirve para unir los bordes de ambas hojas. Se repite la operación con otras hojas para ir expandiendo el nido.

## Galería

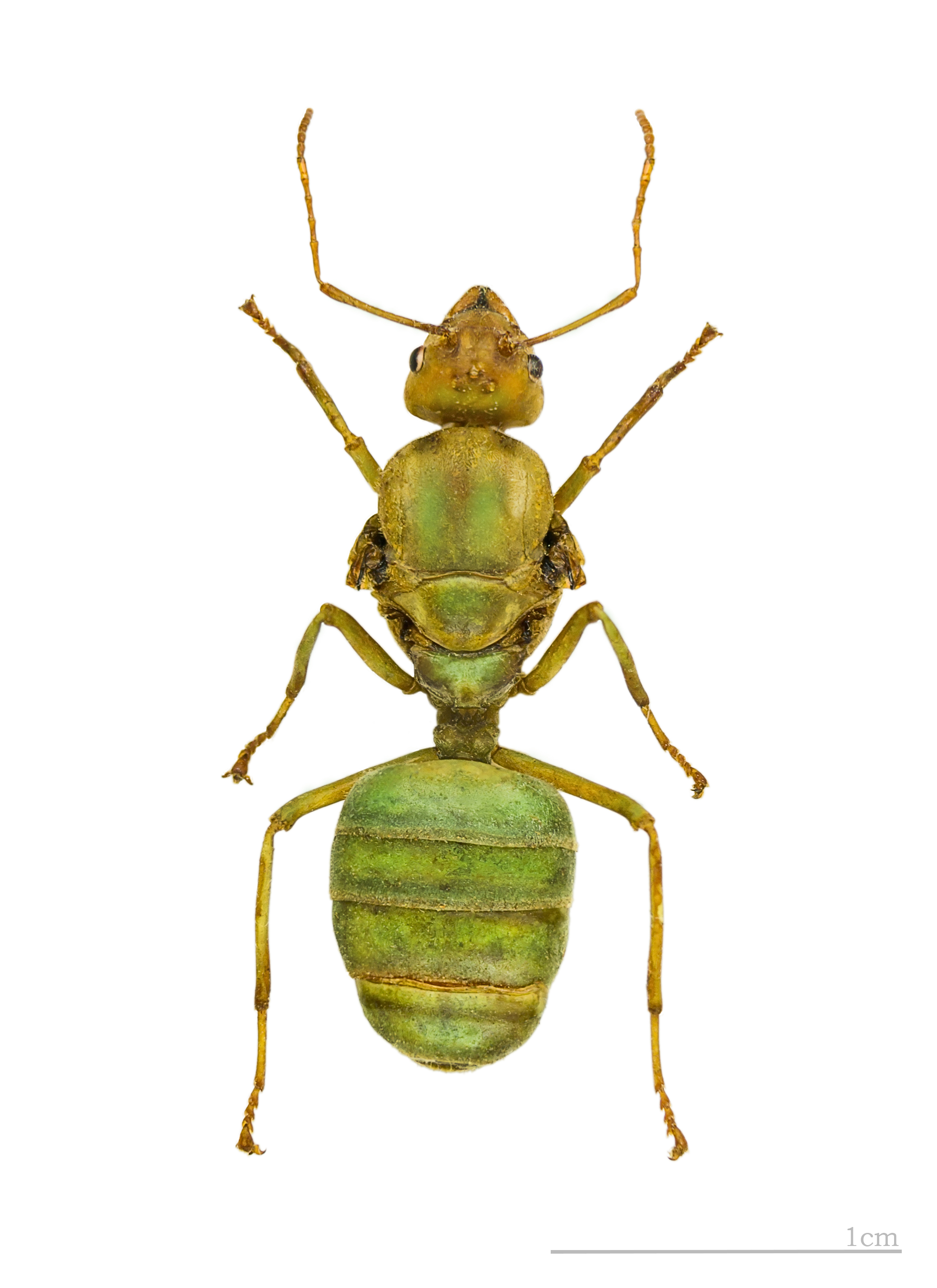
Reina que ya perdió las alas
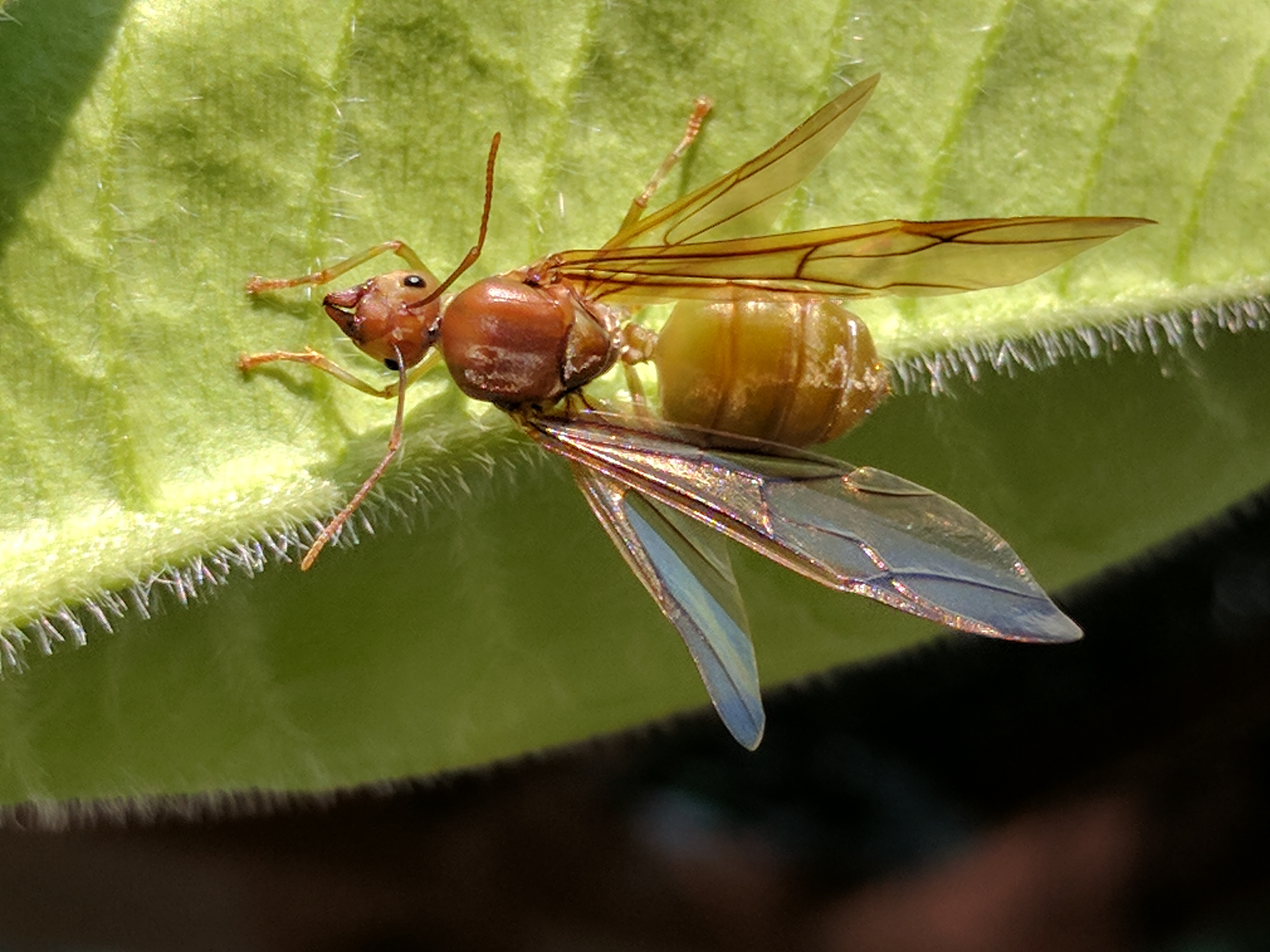
Reina antes de perder las alas
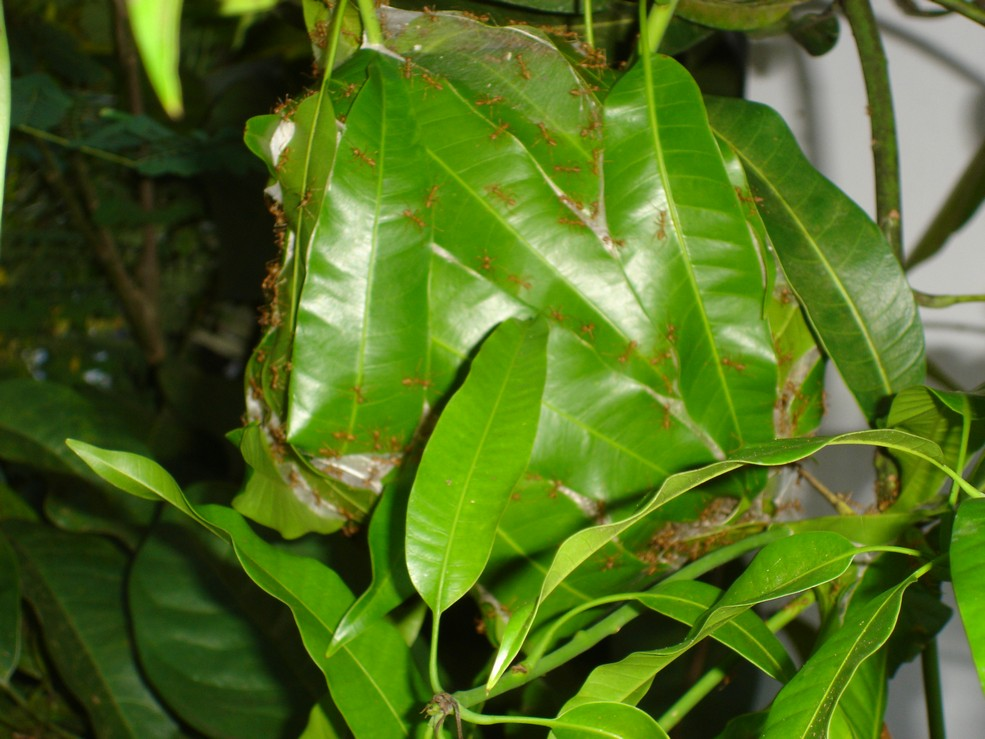
Nido en árbol de mango
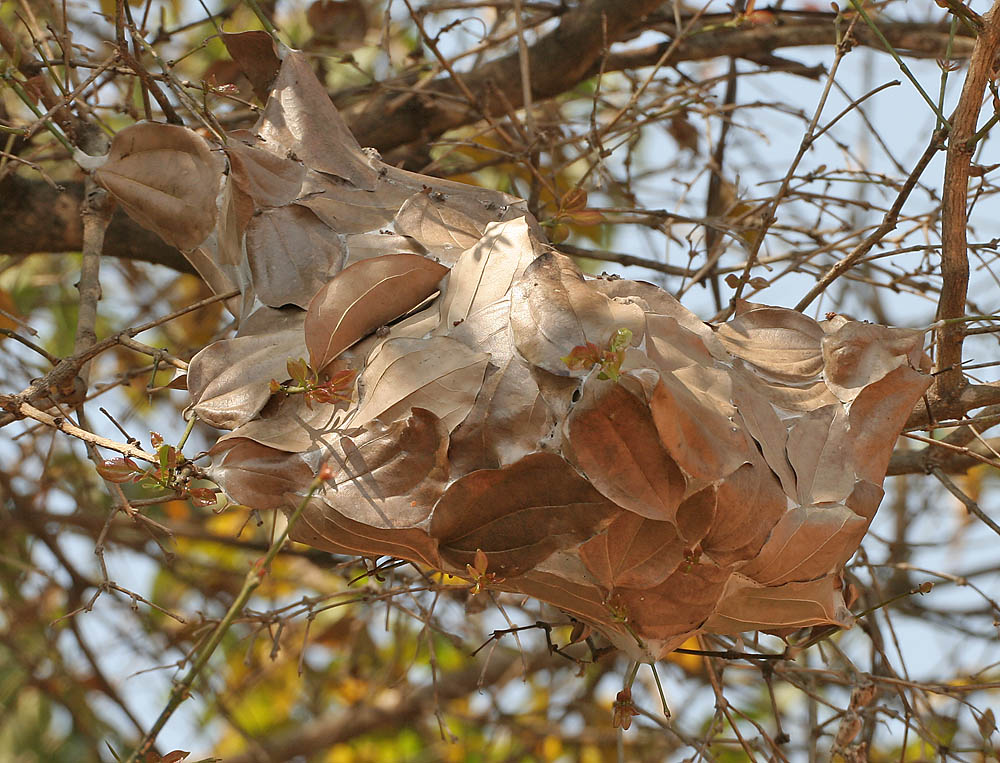
Nido en el santuario de vida silvestre Kinnerasani, India
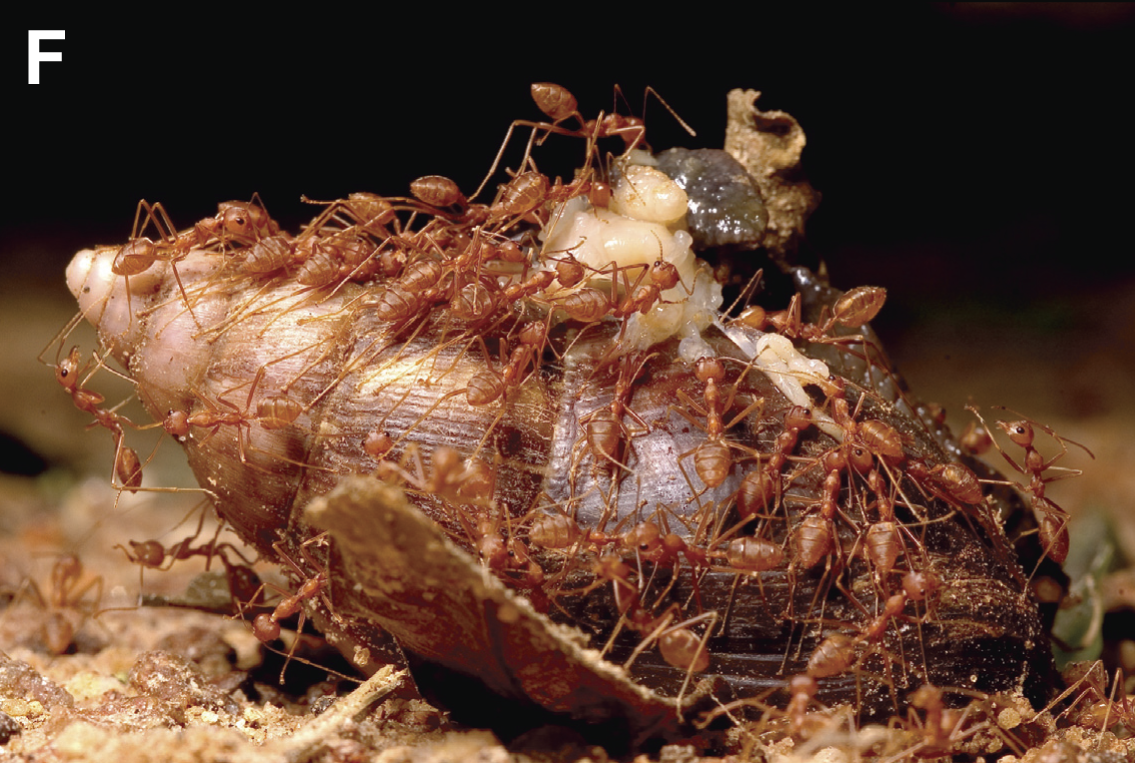
Hormigas aliméntandose del caracol gigante Lissachatina fulica
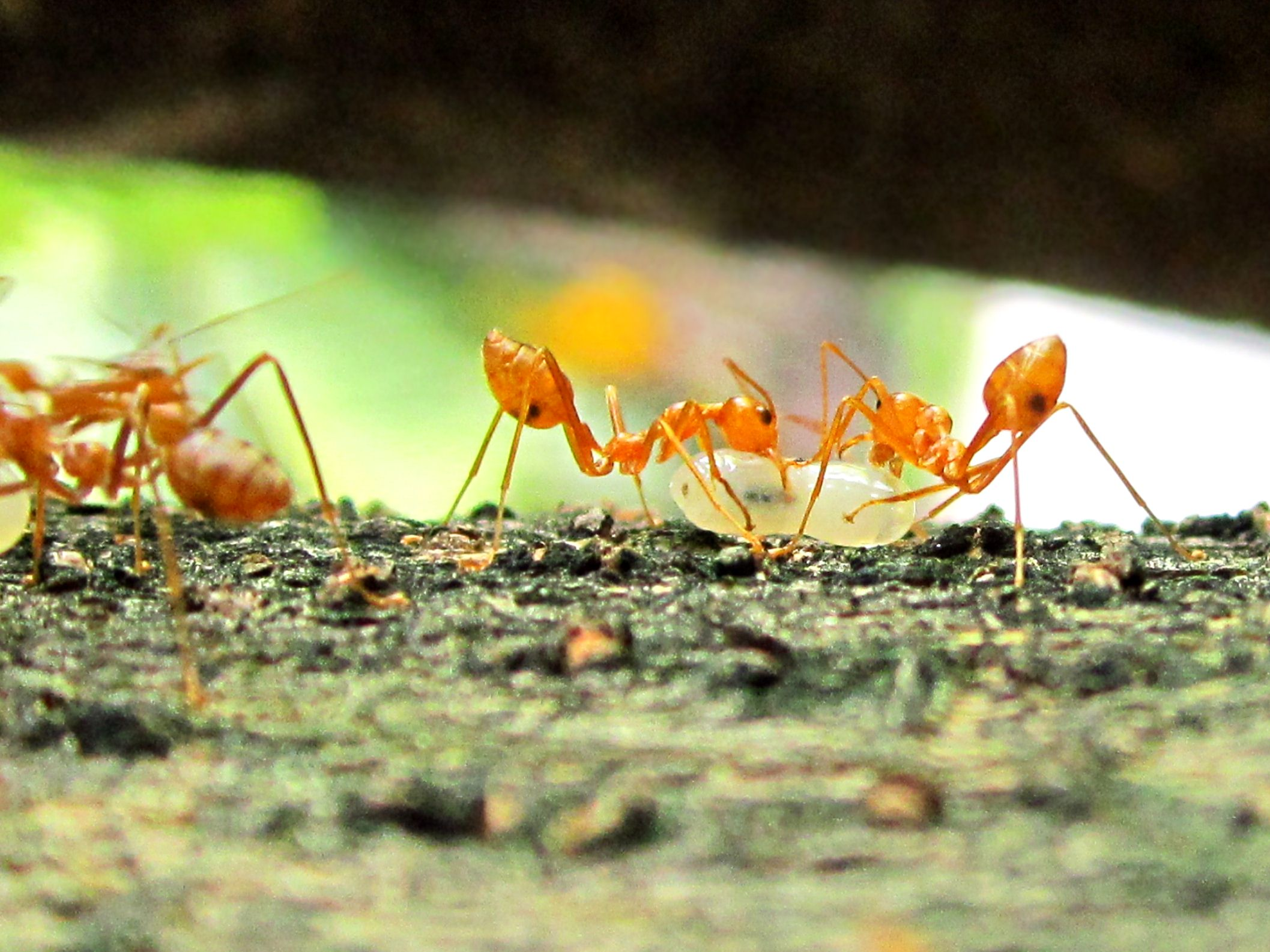
Dos hormigas acarreando una larva
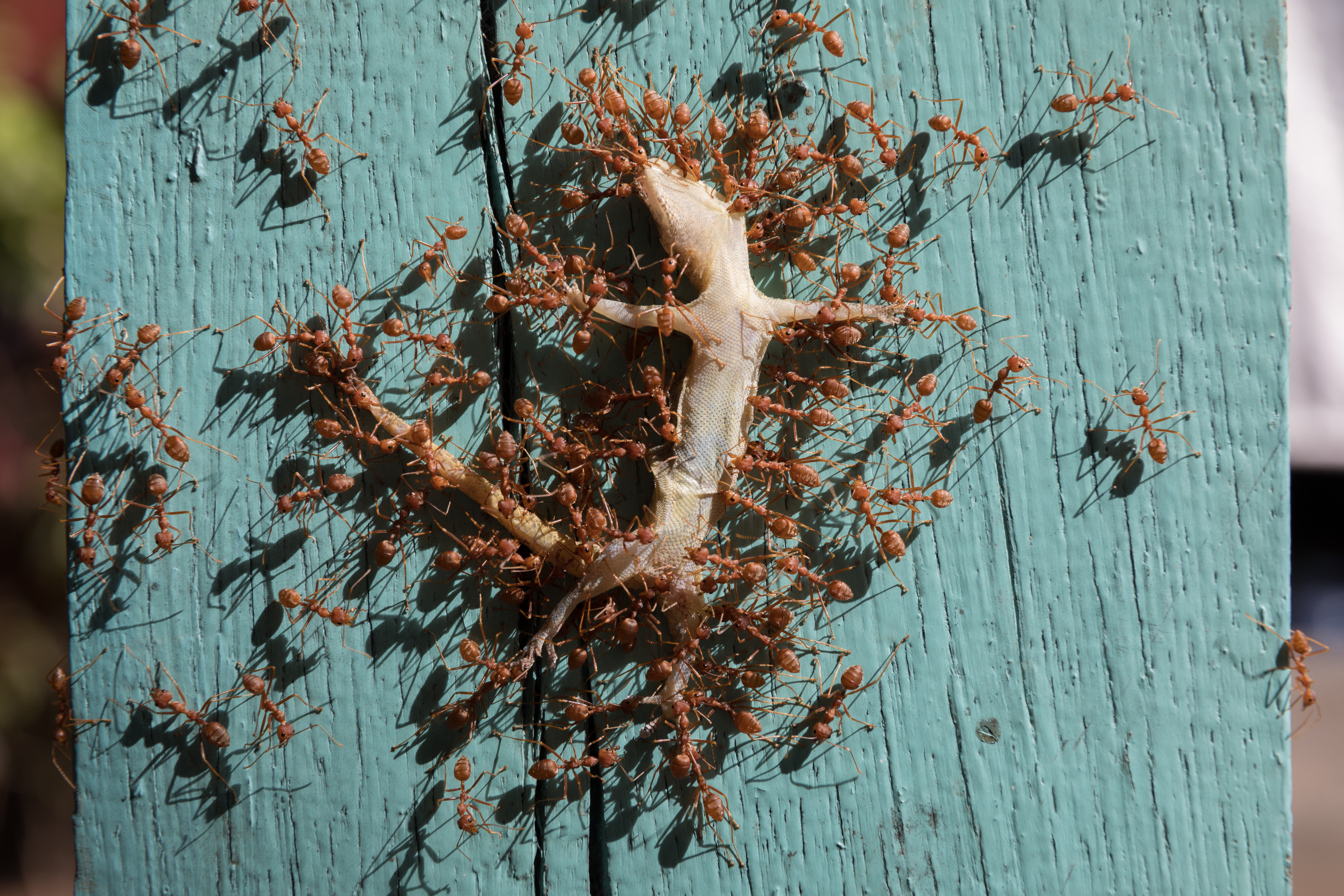
Obreras acarreando un geco
- Obreras acarreando un geco